# 道の駅月見の里 南濃
道の駅月見の里 南濃（みちのえき つきみのさと なんのう）は、岐阜県海津市南濃町羽沢にある国道258号の道の駅である。

## 概要
駅名は当駅西側にある月見の森から名付けられた。敷地面積は約21,000m2で、年間約40万人の来客者数となっている。
海津市直営の施設で、市の特産品である海津みかんを使用した加工品や飲食物が販売されている。また、水晶の湯を利用した足湯が無料で利用できる。

## 施設
- 駐車場
  - 普通車：103台[3]
  - 大型車：27台[3]
  - 身障者用：2台[3]
- トイレ
  - 男：大 8器（4器） 小 15器（9器）
  - 女：15器（9器）
  - 身障者用：3器（1器）

※（）内は24時間使用可能
- ふるさと館（特産品・農産物直売所、8:00 - 19:00）[3]
- 民芸屋さん（工芸品・インテリア、10:00 - 17:00）
- ファストフード（8:00 - 19:00）
- ドリンクステーション（8:00 - 19:00）
- 月見茶屋（レストラン、9:00 - 17:00）[2][3]
- たちばな（うどん・そば、11:00 - 15:30）[2]
- 足湯（8:30 - 17:30、月曜日・金曜日は15時まで）[2] - 「水晶の湯」を利用した足湯。無料[3]。

## 休館日
- 1月1日[2][3]
  - 月見茶屋：毎週水曜日[2]
  - たちばな：毎週木曜日[2]

## アクセス
- 国道258号 - 登録路線

自動車
- 名神高速道路大垣ICより約20分[2]。
- 東名阪自動車道桑名東ICより約20分[2]。

## 周辺
- 月見の森
- 南濃温泉「水晶の湯」[4]
- 海津市役所南濃庁舎
- 養老鉄道養老線 駒野駅
- 木曽三川公園
- 千代保稲荷神社